# 茄荎角
茄荎角，是臺灣臺中市潭子區的一個傳統地域名稱，位於該區北部。相較於今日行政區，其範圍大致包括嘉仁里、潭北里頂灣潭生態走廊南側的一小塊地。

## 歷史
台灣清治末期至日治初期，茄荎角地區為一街庄，稱為「茄荎角庄」，隸屬於捒東上堡。該庄北與烏牛欄庄為鄰，東隔旱溪與鐮仔坑口庄、聚興庄為界，南邊及西邊中南段為潭仔墘庄，西邊北段為校栗林庄。
1901年（日治明治三十四年）11月，全台廢縣廳改設二十廳，該庄隸屬於臺中廳。1903年（明治三十六年）6月，該庄編入「潭仔墘區」，仍隸屬於臺中廳。1909年（明治四十二年）10月，合併二十廳為十二廳，潭仔墘區隸屬不變。1920年（大正九年），全台地方制度大改正，廢十二廳改設五州二廳，該庄改制為「茄荎角」大字，隸屬於臺中州豐原郡潭子庄。
戰後潭子庄改制為潭子鄉，隸屬於臺中縣，大字亦改制為村。1950年10月，中、彰、投分治，潭子鄉仍隸屬臺中縣。2010年12月，臺中縣市合併為直轄臺中市，潭子鄉改制為潭子區，村亦改制為里。

## 聚落
本地區發展較早的聚落為公廳，在日治期初期的官方地圖上已有記載。此外，本地區尚有林祖厝、茄荎角聚落。

## 交通
台鐵山線大致以北北東－南南西走向轉北偏東—南偏西走向經過茄荎角地區西部邊界外不遠處。北側最近的車站是豐原車站，屬一等站，停靠大部分的普悠瑪號、自強號列車及其餘各級全部列車；南側最近的是潭子車站，屬三等站，僅停靠區間車及區間快車。由此等可前往台鐵沿線各站。
省道台3線（中山路三段～二段）俗稱「內山公路」，是臺北至屏東的幹道，大致以北偏東—南偏西走向蜿蜒經過本地區西部偏界外不遠處，並位於鐵路西側。由該道路向北偏東可前往豐原、石岡、東勢、卓蘭等地，向南偏西可前往北屯、台中市區、大里、霧峰等地。
區道中86線（仁愛路二段～一段）是大雅至新田的道路，大致以西北西—東南東走向轉西南—東北走向再轉西向東蜿蜒經過本地區南部。由該道路向西北西轉西南西再轉西偏北可前往潭子、潭子與甘蔗崙交界地帶、東員寶、西員寶、馬岡厝、大田心、四塊厝、大雅並止於省道台1乙線路口，向東可前往聚興西北部並止於區道中89線路口。
區道中86-1線（光陽路、潭興路二段）是潭子至湳底的道路，其西側端點位於本地區西南部區道中86線路口。由此向東南東轉南偏西可前往潭子，再轉東南再轉東南東蜿蜒而行可前往聚興地區東部並止於潭子區、北屯區交界處。
區道中89-1線（豐南街240巷、嘉豐路）是田心至嘉仁的道路，其南側端點位於本地區南部區道中86線路口。由此向北蜿蜒而行，出境後可前往烏牛欄地區北部偏東並止於區道中89線路口。

## 學校
- 臺中市立潭子國民中學
- 臺中市潭子區潭子國民小學
- 臺中市潭子區潭陽國民小學

## 廟宇
- 豐田里庄尾福德祠（土地祠）

## 產業
- 臺中加工出口區

## 運動休閒
- 潭雅神自行車道